# 카게무샤 (영화)
《카게무샤》(影武者)는 1980년에 개봉된 일본 영화이다. 감독은 구로사와 아키라이며, 칸 영화제 황금 종려상 수상작이다.
구로사와 작품 가운데 유일하게 실존하는 센고쿠 시대 장수에 관한 이야기를 다룬 스펙터클 거작이며, 구로사와는 차기작 《란》의 촬영준비(리허설)로 이 작품을 만들었다고 이야기했다.
1983년 《남극 이야기》 개봉 전까지, 일본에서는 일본 영화 역대 흥행 순위 1위를 기록했다.
외국판 프로듀서로 구로사와를 경애하는 프랜시스 포드 코폴라, 조지 루커스 등이 참가했으며, 구로사와와 조감독 시절부터 친구인 혼다 이시로가 감독부 수석으로 참가했다.

## 줄거리
센고쿠 시대인 1571년, 다케다 가문의 다이묘인 다케다 신겐은 그의 형인 노부카도가 신겐과 이상하게 닮았기 때문에 십자가형을 면한 도둑을 만난다. 형제들은 그가 이중으로 유용하다는 데 동의하고 도둑을 정치적 미끼인 카게무샤로 사용하기로 결정한다. 나중에 다케다 군이 도쿠가와 이에야스의 성을 포위하는 동안 신겐은 적진에서 플루트 연주를 들으면서 총에 맞았다. 그런 다음 그는 군대를 철수하라고 명령하고 장군들에게 부상에 굴복하기 전에 3년 동안 자신의 죽음을 비밀로 유지하라고 명령한다. 한편, 신겐의 라이벌 오다 노부나가, 도쿠가와 이에야스, 우에스기 켄신은 각각 신겐의 죽음을 모른 채 철수의 결과를 숙고한다.
노부카도는 도둑을 신겐의 장군에게 소개하고 그가 신겐을 풀 타임으로 가장하도록 제안한다. 도둑은 처음에는 신겐의 죽음을 알지 못했지만 결국 보물이 들어 있다고 믿었던 큰 항아리에서 보존된 신겐의 시체를 발견한다. 그런 다음 장군은 도둑을 믿을 수 없다고 판단하고 그를 풀어준다. 나중에 항아리는 도쿠가와와 오다 세력 증인을 위해 일하는 스파이 스와 호수에 떨어진다. 신겐이 죽었다고 의심한 정탐꾼들은 그들의 관찰을 보고하러 갔지만, 정탐꾼들의 말을 엿들은 도둑은 다케다군으로 돌아와 카게무샤로 일할 것을 제안한다. 다케다 일족은 단순히 호수의 신에게 술을 바치는 것뿐이라고 발표함으로써 속임수를 유지하고, 간첩들은 궁극적으로 도둑의 행동에 확신을 갖게 된다.
집으로 돌아온 카게무샤는 고인이 된 장군의 몸짓을 모방하고 그에 대해 더 많이 배워 신겐의 후계자를 성공적으로 속였다. 카게무샤가 부족 회의를 주재해야 할 때 노부카도는 노부카도가 장군을 합의에 이르게 할 때까지 침묵을 지키라는 지시를 받았다. 그러면 카게무샤는 단순히 장군의 계획에 동의하고 의회를 해산한다. 그러나 신겐의 아들 카츠요리는 아버지의 3년 간계 칙령에 격분하여 상속과 일족의 지도력을 지연시킨다. 따라서 가쓰요리는 대부분의 참석자들이 여전히 신겐의 죽음을 알지 못하기 때문에 의회 앞에서 카게무샤를 테스트하기로 결정한다. 그는 카게무샤에게 어떤 조치를 취해야 하는지 직접 묻지만 카게무샤는 신겐만의 방식으로 설득력 있게 대답할 수 있어 장군들을 더욱 감동시킨다.
곧이어 1573년에 노부나가는 아자이 나가마사를 공격하기 위해 군대를 동원하고, 점점 커지는 반대에 맞서 교토의 통제권을 유지하기 위해 혼슈 중부에서 캠페인을 계속한다. 도쿠가와군과 오다군이 다케다를 공격하자 가쓰요리는 장군들의 조언을 무시하고 반격을 시작한다. 그런 다음 카게무샤는 다카텐진 전투에서 지원군을 이끌도록 강요 받고 군대가 승리하도록 고무한다. 그러나 과신에 찬 카게무샤는 신겐의 악명 높은 변덕스러운 말을 타려다가 떨어져 버린다. 그를 돕기 위해 서두르는 사람들은 그가 신겐의 전투 흉터가 없다는 것을 알게되자 그는 사기꾼으로 드러나고 불명예스럽게 쫓겨나고 가쓰요리가 일족을 인수하도록 허용한다. 다케다 일족 지도부의 약점을 감지한 오다와 도쿠가와 세력은 담대해져서 다케다 본토에 대한 전면 공세를 시작한다.
1575년 현재 다케다 군대를 완전히 장악한 카츠요리는 나가시노에서 노부나가에 대한 반격을 이끈다. 공격에는 용감했지만 다케다 기병과 보병의 여러 파도가 나무 방어벽 뒤에 배치된 오다 화승총병의 일제 사격으로 쓰러져 다케다 군대를 효과적으로 제거했다. 다케다 군의 뒤를 쫓던 카게무샤는 필사적으로 창을 들고 오다 전선을 향해 돌격하다가 총에 맞아 죽는다. 치명상을 입은 카게무샤는 강에 빠진 후린카잔 깃발을 되찾으려했지만 그의 몸이 해류에 휩쓸려가면서 상해를 입었다.

## 출연진
- 나카다이 다쓰야 - 다케다 신겐/카게무샤
- 야마자키 쓰토무 - 다케다 노부히코
- 하기와라 겐이치 - 다케다 가쓰요리
- 네즈 진파치
- 모모이 가오리
- 바이쇼 미츠코
- 시무라 다카시

## 제작진
- 미술: 무라키 요시로

## 수상
- 아카데미상 (미국)
  - 후보: 미술상 (무라키 요시로)
  - 후보: 외국어 영화상
- 영국 아카데미상
  - 수상: 의상상 (모모사와 세이이치로)
  - 수상: 감독상 (구로사와 아키라)
  - 후보: 촬영상 (사이토 다카오, 우에다 마사하루)
  - 후보: 작품상
- 칸 영화제 (프랑스)
  - 수상: 황금종려상 (올 댓 재즈와 공동 수상)
- 세자르상 (프랑스)
  - 수상: 외국어 영화상